# مهدی کوزه‌کنانی

مجسمه کوزه کنانی در خانه مشروطه.

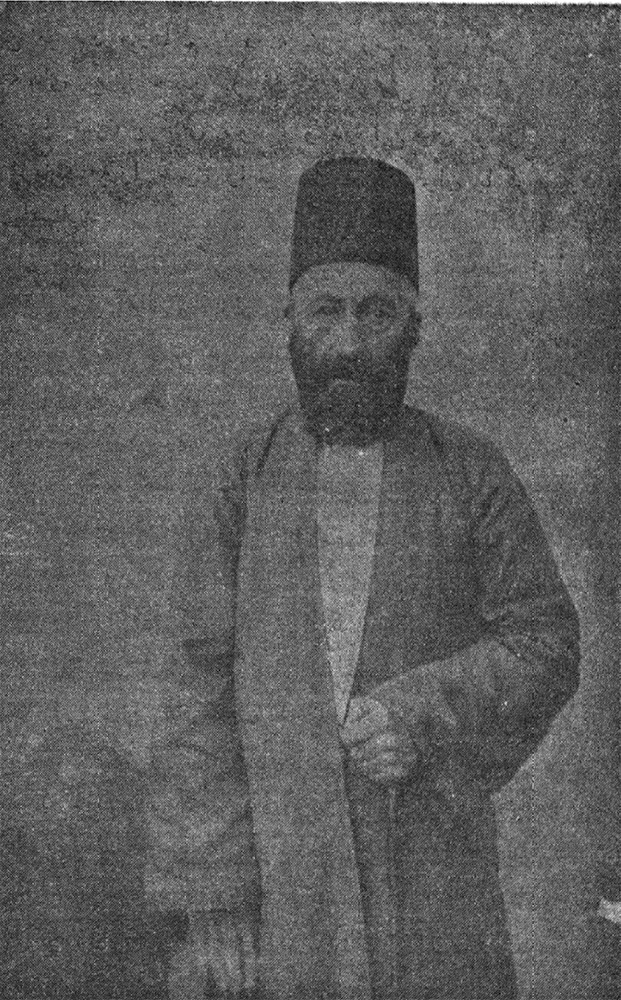

مهدی کوزه کنانی معروف به حاج مهدی کوزه کنانی (۱۳۳۷-۱۲۵۴ ق) بازرگانی آزاده و روشنفکر صدر انقلاب مشروطه بود که دوشادوش جوانان جانباز تبریز در جهت پیشبرد انقلاب ، شب و روز در تلاش بود و به حق به لقب ابوالمله مفتخر گشت. وی نخستین رئیس انجمن ایالتی آذربایجان بود و مهر انجمن در تحویل او بود. 
وی متولد شهر کوزه‌کنان در شهرستان شبستر بود و با شروع جنبش مشروطیت با وجود سن بالا به جنبش پیوست و از بنیانگذاران انجمن عدالت طلبان تبریز بود که بعداً به انجمن ایالتی تبریز تغییر نام داد.
برخی پیشروان جنبش تبریز و نمایندگان انجمن میریعقوب، غنی صراف، میرزا جواد ناطق (ناصح زاده)، نظام‌الدوله، شیخ سلیم، میرزا فضلعلی آقا، شرف‌الدوله، هدایت‌ الله میرزا، محمد آقا حریری، نظام‌الدوله، مهدی کوزه‌ کنانی، آنسوتر ملک‌ التجار، آنسوتر مرتضوی، آنسوتر، معین‌ الرعایا
وی خانه مجلل خود را که امروز به عنوان خانه مشروطیت مطرح است، در اختیار انجمن ایالتی گذاشت تا تصمیمات لازم در جهت پیشبرد انقلاب در آن محل اتخاذ شود. انقلابیون نفوذ معنوی وی را همطراز تفنگ ستارخان و باقرخان و همپایه تاثیر نطق های آتشین خطبای بزرگ می دانستند.
در قضیه مقاومت محمد علی میرزا ولیعهد و در نتیجه تحصن تبریزیان در مسجد صمصام و کنسولگری انگلیس در سال ۱۲۸۵ خورشیدی که با سخنرانی‌های آتشین میرزا جواد ناطق و میرزا حسین واعظ همراه بود، وی کمک مالی فراوانی به متحصنین می‌نمود.
وی مُهردار انجمن بود و جلسات انجمن در خانه او برگزار می‌گردید. به علت سن بالا و محبوبیت نزد مردم به او لقب ابوالملّه (پدر ملت) داده بودند. در مبارزه بین مستبدین و مشروطه طلبان، چندین بار نقشه ترور وی کشیده شده و یکبار در خانه وی را آتش زدند. خانه وی از سوی سازمان میراث فرهنگی آذربایجان شرقی به موزه مشروطیت تبدیل شده‌است.
اعتبار شخصیت و فداکاری‌های ایشان سبب شد که وی به‌ زودی مورد توجه متحصنین قرار گیرد و به‌ عنوان پیشکسوت آزادی‌ خواهان شناخته شود. پس از آنکه آزادی‌ خواهان تبریز در گام اول به پیروزی می‌رسند شروع به ایجاد تشکیلات می‌کنند و اولین شورای ملی را با نام انجمن ایالتی آذربایجان در تبریز به وجود می‌آورند. حاج مهدی نه‌ تنها به عضویت آن برگزیده می‌شود بلکه به‌ عنوان نخستین رئیس انجمن نیز انتخاب می‌گردد و مهر انجمن به ایشان تحویل داده می‌شود. در دوره‌های بعدی نیز نه‌ تنها همیشه در انجمن عضویت دارد بلکه یکی از اعضای برجسته و موجه آن محسوب می‌شد.
پس از تحمیل کردن صمد شجاع‌ الدوله به‌ عنوان فرمانروای کل آذربایجان که منجر به مهاجرت و کشتن اغلب آزادی‌ خواهان و مجاهدین گردید حاج مهدی کوزه کنانی بنا به سابقه دوستی که با صمدخان داشت کمتر صدمه دید ولی چندی بعد در کنج عزلت وفات یافت. 

وقتی یکی از علمای تبریز از وقوع بعضی هرج و مرج‌ها در رابطه با مشروطه، به وی خرده گرفت، او این شعر را خواند: 
اما، داریخما، چون کی آریتماق خیالی وار
(ترجمه: چون غربال به حرکت بیاید هرج ومرج می‌شود. اما حوصله کن چون در پی جداسازی است)
حاج مهدی کوزه کنانی در زمان اشغال تبریز (۱۲۹۰) زنده بود ولی چندی بعد درگذشت.